# Jon Ola Sand
Jon Ola Sand, né le 21 décembre 1961 à Oslo, est un homme de télévision norvégien qui travaille pour le diffuseur public Norsk rikskringkasting (NRK).

## Vie personnelle
Jon Ola Sand est le fils de l'écrivain et acteur Bjørn Sand (en) et de l'actrice Unni Bernhoft (en). Il grandit à Vinderen à Oslo,, et a un frère et une sœur. Son frère, Simen Sand (nn), est un acteur et auteur.
Depuis mai 2010, Sand cohabite avec le chorégraphe suédois Mattias Carlsson,. Il vit à Genève, en Suisse.
En octobre 2010, Sand est victime d'un déraillement à Skotterud (en) dans le comté de Hedmark, en Norvège, un accident causant environ 40 blessés.

## Biographie
Sand a quinze ans d'expérience dans les grandes productions et coproductions pour NRK et TV 2 ainsi qu'avec des sociétés de production indépendantes. Il est un membre de l'Académie internationale des arts et des sciences de la télévision. Il a produit et réalisé une variété de programmes comme le concert du Prix Nobel de la paix, les Norwegian Film Awards et la sélection nationale norvégienne pour le Concours Eurovision de la chanson, le Melodi Grand Prix. 
En 2010, Sand est nommé producteur exécutif du 55e Concours Eurovision de la chanson qui a lieu à Oslo en Norvège. Il est alors producteur de télévision pour la chaîne de télévision norvégienne NRK qui est chargé d'organiser le concours en 2010.
Le 26 novembre 2010, Sand est nommé superviseur exécutif du Concours Eurovision de la chanson et du Concours Eurovision de la chanson junior à la suite de la démission de Svante Stockselius. Il débute en tant que superviseur exécutif le 1er janvier 2011. Il quitte cette fonction en 2020 et est remplacé par Martin Österdahl.